# Rema (Musiker)

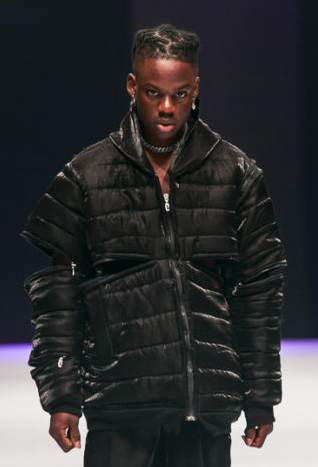
Rema auf dem Laufsteg bei der Lagos Fashion Week (2019)

Rema (* 1. Mai 2000 als Divine Ikubor in Benin City) ist ein nigerianischer Sänger und Rapper. Seine Musik wird den Afrobeats zugeordnet. 2019 unterzeichnete er einen Plattenvertrag mit dem Label Jonzing World, einer Tochtergesellschaft von Mavin Records. Bekanntheit erlangte er 2019, als Barack Obama seinen Song Iron Man als Teil seiner Sommer-Playlist veröffentlichte.

## Lebenslauf
Divine Ikubor wuchs in einer christlichen Familie in der nigerianischen Stadt Benin City auf. Im Jahr 2018 veröffentlichte er einen Freestyle zum Song Gucci Gang des nigerianischen Musikers D’Prince, das große Bekanntheit erlangte. D’Prince wurde auf ihn aufmerksam und ließ Rema nach Lagos fliegen, um ihm einen Plattenvertrag anzubieten. Diesen unterzeichnete er bei D’Princes Label Jonzing World im Jahr 2019. Rema veröffentlichte seine erste EP Rema noch im Jahr 2019, woraufhin sie auf Platz 1 der Apple Music Charts in Nigeria landete. Nach zwei weiteren EPs veröffentlichte er am 25. März 2022 sein Debütalbum Rave & Roses.

## Musikstil
Remas Songs kombinieren Trap und Afrobeat mit exzentrischen Melodien. Die Lyrics sind in Pidgin-Englisch, Yoruba und Igbo verfasst. Auch Sprache ohne Semantik kommt zum Einsatz, um einen „Vibe“ auszudrücken.

## Diskografie
Studioalben

### Studioalben
| Jahr | Titel                                                        | Höchstplatzierung, Gesamtwochen, AuszeichnungChartplatzierungen (Jahr, Titel, Platzierungen, Wochen, Auszeichnungen, Anmerkungen) | Höchstplatzierung, Gesamtwochen, AuszeichnungChartplatzierungen (Jahr, Titel, Platzierungen, Wochen, Auszeichnungen, Anmerkungen) | Höchstplatzierung, Gesamtwochen, AuszeichnungChartplatzierungen (Jahr, Titel, Platzierungen, Wochen, Auszeichnungen, Anmerkungen) | Höchstplatzierung, Gesamtwochen, AuszeichnungChartplatzierungen (Jahr, Titel, Platzierungen, Wochen, Auszeichnungen, Anmerkungen) | Höchstplatzierung, Gesamtwochen, AuszeichnungChartplatzierungen (Jahr, Titel, Platzierungen, Wochen, Auszeichnungen, Anmerkungen) | Höchstplatzierung, Gesamtwochen, AuszeichnungChartplatzierungen (Jahr, Titel, Platzierungen, Wochen, Auszeichnungen, Anmerkungen) | Anmerkungen                          | [↑]: gemeinsam behandelt mit vorhergehendem Eintrag; [←]: in beiden Charts platziert |
| Jahr | Titel                                                        | NG | DE | AT | CH | UK | US | Anmerkungen                          |                                                                                      |
| ---- | ------------------------------------------------------------ | --- | --- | --- | --- | --- | --- | ------------------------------------ | ------------------------------------------------------------------------------------ |
| 2022 | Rave & Roses                                                 | NG2 (… Wo.)NG | — | — | CH— PlatinCH | — | US81 Gold · (37 Wo.)US | Erstveröffentlichung: 24. März 2022  |                                                                                      |
| 2023 | Rave & Roses Ultra[NG: ↑][DE: ↑][AT: ↑][CH: ↑][UK: ↑][US: ↑] | NG2 (… Wo.)NG | — | — | CH— PlatinCH | — | US81 Gold · (37 Wo.)US | Erstveröffentlichung: 27. April 2023 |                                                                                      |
| 2024 | Heis                                                         | NG1 (… Wo.)NG | — | — | CH99 (1 Wo.)CH | UK90 (1 Wo.)UK | — | Erstveröffentlichung: 10. Juli 2024  |                                                                                      |